# Павленко Олександра Сергіївна
Олександра Сергіївна Павленко (нар. 11 жовтня 1982, Київ) — українська адвокатка, колишня заступниця Міністра МОЗ України (2014—2016), партнерка юридичної компанії Pavlenko Legal Group.

## Життєпис
2018—2020 — членкиня Правління Асоціації адвокатів України (ААУ), членкиня Американської торгової палати (АСС), Асоціації юристів України, Європейської бізнес Асоціації (ЄБА) та Асоціації «Аспен — Україна».

## Освіта
- 2005 закінчила КНУ ім. Шевченка. Факультет «правознавство», спеціальність «Конституційне та фінансове право» (диплом з відзнакою), магістр права.
- 2010 — магістр фінансів, спеціальність «Фінанси. Цінні папери» (Інститут розвитку фондового ринку КНЕУ)[2]
- 2013 — «Лобіювання та адвокасі в країнах Європейського Союзу» (Брюссель)
- 2017 — «Роль державної політики в галузі розвитку приватного сектора» (Тбілісі, програма Stanford University)
- 2017 — «Art and craft of lobbying» (м. Вашингтон, програма American University in Washington)
- 2017 — «Rule of Law and Modernization of Government in developing countries» (м. Пекін, програма Peking University та Ministry of commerce of China republic)

## Трудова діяльність
- 1999—2000 — координаторка програми з захисту прав дитини у Соціальній службі молоді Старокиївського р-ну Києва
- 2000—2001 — помічниця юриста в Адвокатському об'єднанні «Правіс»
- 2001—2002 — юристка, помічниця партнера в Адвокатському об'єднанні «Правіс»
- 2003—2004 — провідна юристка Юридичної компанії «Правіс: Резніков, Власенко і партнери» (ведення судових справ компанії).
- 2004 — отримала свідоцтво на право зайняття адвокатською діяльністю.
- 2004 — партнерка, адвокатка компанії «Резніков, Власенко і партнери» (участь у команді захисту інтересів Ющенка у Верховному суді України в період виборчого процесу на посаду президента тощо)[джерело?]
- 2005—2007 — старша адвокатка департаменту судових спорів Юридичної компанії «Магістр і партнери» (координація команди юристів, управління великими судовим проектами, ведення основних складних судових справ — захист від «реприватизації» металургійних активів, представництво у судах інтересів Міністерства фінансів України у спорах щодо бюджетних коштів та інше)
- 2007—2008 — адвокатка, радниця департаменту судових спорів компанії «Магістр і партнери»
- 2008—2014 — засновниця та партнерка Правової групи «Павленко і Побережнюк»
- 24 грудня 2014 — 27 квітня 2016 — перша заступниця Міністра МОЗ України Олександра Квіташвілі[3]
- З 2016 — керівна партнерка, а з 2019 — старша партнерка Pavlenko Legal Group.[4]

## Громадсько-політична діяльність
- З 2008 — позаштатна помічниця народного депутата Сергія Павленка від Блоку Литвина[5].
- 2009—2010 — радниця з юридичних питань Укргазбанку[6]
- 2010—2013 — радниця Голови Національної комісії з цінних паперів та фондового ринку та членкиня Експертної ради НКЦПФР з корпоративного управління
- 2012 — учасниця проєкту «Аспен — Україна»
- 2013 — співзасновниця громадського руху адвокатів «19 грудня» (група займалася акціями щодо реформи судової системи України в період Революції гідності).
- 2014 року Олександра Сасіна (Павленко) балотувалась до ВРУ від округу № 221 від ПП «Блоку Порошенка», отримала 21,96 %, посівши друге місце[3]
- З 2019 — засновиця та керівниця БФ «Ти можеш»[7].

## Досягнення
- 2010 — увійшла до рейтингу «30 найуспішніших адвокатів України»[8] (видання «Фокус»).
- 2015 — № 28 серед «100 найвпливовіших жінок України» (журнал «Фокус»)
- 2018 — премія «Найкращий GR-спеціаліст року»[9].
- 2018 — перемога у номінації «Послуги» у проєкті «Леді бізнесу. ТОП-50 знакових фігур України»[10]
- 2019 — нагорода від Асоціації адвокатів України «Кращий юрист-суспільний діяч»[11]

## Резонансні судові справи та співпраця
- 2009—2010 — адвокатка та представниця у ЦВК кандидата у Президенти України Сергія Тігіпка.
- 2010 — юридична консультантка партії «Сильна Україна» (олігарха Сергія Тігіпко).
- 2012 — представниця в ЦВК проросійської партії «Україна — Вперед!».
- Серед резонансних проєктів — судовий захист (2007—2012) російської авіакомпанії «Сибір» у конфлікті з Міноборони України про ураження літака Ту-154 ракетою 4 жовтня 2001 під час українсько-російських навчань[джерело?].

## Критика
24 грудня 2014 року розпорядженням Кабінету міністрів України за підписом Арсенія Яценюка Павленко призначено першою заступницею міністра охорони здоров'я. Стаття 7 закону України «Про адвокатуру та адвокатську діяльність» визначає, що ця посада є несумісною з адвокатською діяльністю. За даними журналістів «Схем», 6 березня 2015 року у профайлі Павленко в Єдиному реєстрі адвокатів України не було відомостей про припинення адвокатської діяльності.
Громадські активісти Центру протидії корупції, зокрема Віталій Шабунін, звинувачували Павленко у саботуванні закону, який передбачав передачу закупівлі ліків від Міністерства охорони здоров'я міжнародним організаціям — ВООЗ та ЮНІСЕФ та таким чином мав подолати корупцію в цій сфері.
На думку громадських організацій, Павленко призначена на посаду заступника міністра охорони здоров'я за протекцією народного депутата від Блоку Порошенка Гліба Загорія. Останній є власником фармацевтичної компанії «Дарниця». У середині 2015 року низка громадських організацій, зокрема «Пацієнти України» та «Центр протидії корупції», звинуватили Загорія у створенні в Міністерстві охорони здоров'я монополії на допуск ліків в Україну.
Павленко 2011 року як адвокатка відстоювала інтереси «Дарниці». За словами менеджера з адвокації ініціативи «Реанімаційний пакет реформ» Ярослава Юрчишина Павленко лобіювала ті самі правки до закону щодо закупівлі ліків від Міністерства охорони здоров'я, що вносив до нього власник «Дарниці» Загорій.

## Особисте життя
Неодружена. Син — Мирон Верещагін
Колишній чоловік — Нікос Верещагін, 1976 р.н.
З серпня 2018 по липень 2020 була одружена, мала прізвище Сасіна.

### Відео
- «Паралелі» Олександра Павленко: Як потенційні інвестори ставляться до процесу приватизації
- Рейдерські захоплення в Україні б'ють рекорди? // Еспресо ТВ, 18 серпня 2017